# Burlington (Ontario)
Burlington is een stad in de Canadese provincie Ontario. Burlington ligt vlak bij de hoofdstad van Ontario, Toronto, en maakt deel uit van de "Greater Toronto Area".

## Geschiedenis
Burlington ontstond in 1873 uit de plaatsen Wellington Square en Port Nelson. Sinds 1914 is Burlington een stad.

## Demografie
In 2006 had Burlington 164.415 inwoners.
80% van de bevolking is christelijk. Verder zijn er kleine groepen andere godsdiensten.

## Partnersteden
- Apeldoorn, Nederland
- Burlington, Verenigde Staten[1]
- Itabashi, Japan